# Buxus mexicana
Buxus mexicana är en buxbomsväxtart som beskrevs av T. S. Brandeg. Buxus mexicana ingår i släktet buxbomar, och familjen buxbomsväxter. Inga underarter finns listade i Catalogue of Life.